# Collines
Collines Benin tizenkét megyéjének egyike, székhelye Savalou. 1999-ig Zou megyéhez tartozott.

## Földrajz
Az ország közepén található. Nyugatról Togo, míg keletről Nigéria határolja.
6 település van a megyében (megyeszékhely: Savalou)
Bantè, Dassa-Zoumè, Glazoué, Ouèssè és Savé

## Népesség
26,5% Nagot nemzetiséghez tartozik. 25,7% a Mahi, 14,9% az Idaasha és 13% a Fon törzshöz tartozik.

## Vallások
A muzulmánok aránya 14,1%-ra tehető. 59,3%-uk kereszténynek vallja magát. 14,3%-uk a hagyományos vudu kultusz követője.  A többiek törzsi vallásúak.

## Fordítás
- Ez a szócikk részben vagy egészben  a   Collines (Benin) című német Wikipédia-szócikk fordításán alapul.  Az eredeti cikk szerkesztőit annak laptörténete sorolja fel. Ez a jelzés csupán a megfogalmazás eredetét és a szerzői jogokat jelzi, nem szolgál a cikkben szereplő információk forrásmegjelöléseként.